# 캄차카 화산군
캄차카 화산군은 러시아 캄차카반도에 있는 거대한 성층 활화산 무리이다. 러시아의 세계자연유산 중 하나다.
이 화산군은 겨울에 만년설이 쌓여 있다. 최고봉은 클류쳅스카야 산이며, 지금도 분화하고 있는 활화산들이 많다.